# Fructuoso Eguileta
Fructuoso Eguileta fue un político peruano. 
Fue elegido diputado suplente por la provincia de Quispicanchi en 1901 durante los gobiernos de Eduardo López de Romaña, Manuel Candamo, Serapio Calderón y José Pardo y Barreda.